# Шень До
Шень До (9 червня 1997) — китайська плавчиня.
Чемпіонка світу з водних видів спорту 2015 року, призерка 2017 року.
Призерка Чемпіонату світу з плавання на короткій воді 2014 року.
Переможниця Азійських ігор 2014, 2018 років.